# 开封镇
开封镇，是中华人民共和国四川省广元市剑阁县下辖的一个乡镇级行政单位。2020年5月，撤销碗泉乡、迎水乡、国光乡、正兴乡、高池乡、马灯乡，将原碗泉乡、原迎水乡、原国光乡，原正兴乡龙虎村、郭沟村、金顶村、崇岭村、华山村，原高池乡灯塔村、青荣村、牌坊村、高池村、高塔村、庄子村、作坊村、胜利村、杨岭村和原马灯乡马灯村、三江村、陈湾村、纯阳村所属行政区域划归开封镇管辖。

## 行政区划
开封镇下辖以下地区：
文庙社区、光辉村、鞍山村、龙桥村、同坝村、永生村、中营村、东华村、友爱村、和平村、高山村和白云村。